# Ronald Forbes Adam
Sir Ronald Forbes Adam, GCB, DSO, OBE, britanski general, * 30. oktober 1885, Bombay, Britanska Indija, † 26. december 1982, Faygate, Anglija.